# Моріс Перрен (велогонщик)
Моріс Перрен (фр. Maurice Perrin, 26 жовтня 1911 — 2 січня 1992) — французький велогонщик.
Олімпійський чемпіон 1932 року на тандемах.